# Pteraton fragrans
Pteraton fragrans är en flockblommig växtart som beskrevs av Constantine Samuel Rafinesque. Pteraton fragrans ingår i släktet Pteraton och familjen flockblommiga växter. Inga underarter finns listade i Catalogue of Life.